# Wakefield-Peacedale
Wakefield-Peacedale è un census-designated place (CDP) degli Stati Uniti d'America, situato nello stato del Rhode Island, nella contea di Washington.